# Els Ampe
Pour les articles homonymes, voir Ampe.
Els Ampe, née le 18 janvier 1979 à Ostende, est une femme politique belge, ex-membre de l’Open Vld. Elle fait partie des membres principaux du groupe de réflexion Liberales.

## Biographie
Els Ampe a grandi à Ostende et après avoir fait ses études secondaires successivement aux athénées d’Ostende et de Bruges, elle décide de poursuivre des études d’ingénieur civil à la Vrije Universiteit Brussel (VUB) et un Master en Gestion Intégrée à l’Université Libre de Bruxelles (ULB) et de s’installer définitivement à Bruxelles. 
C’est en 2003 qu’elle fait ses premiers pas dans le monde politique avec la création de Jong VLD Brussel, dont elle deviendra la première présidente. En 2004, elle se présente pour la première fois aux élections régionales à Bruxelles et devient ainsi la plus jeune élue du Parlement de la Région de Bruxelles-Capitale. Elle y siège dans la Commission pour l’Environnement et la Commission pour le Développement territorial et l’Urbanisme. Elle devient secrétaire du Conseil de la Commission Communautaire Néerlandophone (Raad van de Vlaamse Gemeenschapscommissie - VGC) et membre de la Commission des Affaires sociales de la VGC. Depuis 2006 elle est également échevine à la Ville de Bruxelles. 
Après les élections régionales du 7 juin 2009, Els Ampe est réélue au parlement bruxellois. Elle obtient 1433 voix de préférence sur la liste bruxelloise de l’Open Vld. Après celui du ministre bruxellois Guy Vanhengel, c’est le plus haut score de cette liste.
Depuis septembre 2009, Els Ampe est présidente de groupe Open Vld à la Région Bruxelles-Capitale. En tant que députée bruxelloise elle siège dans la Commission Environnement et la Commission des Affaires Sociales. Dans le Conseil de la Commission Communautaire Néerlandophone elle est membre de Commission de Coopération avec les députés du parlement flamand élus dans la Région de Bruxelles-Capitale.
Elle était 9e suppléante sur la liste pour la Chambre des représentants aux élections du 13 juin 2010. Le 11 juillet 2010, elle a interrompu le discours du Président du parlement flamand, Jan Peumans, en criant : « Arrêtez, vous souillez la réputation des Flamands avec votre nationalisme. »
En 2011, elle cumulait 11 mandats dont 7 appointés. 
Aux élections communales de 2012, Els Ampe a emporté un score de 1607 voix de préférences, ce qui fait d’elle la politicienne néerlandophone avec le meilleur score dans la Région de Bruxelles-Capitale. Le 3 décembre 2012, elle prête serment en tant que échevine de la Mobilité, des Travaux publics et du Parc automobile de la Ville de Bruxelles.
Aux élections du 25 mai 2014, Els Ampe est réélue pour la troisième fois au  Parlement bruxellois. Elle obtient 2.883 voix de préférences sur la liste bruxelloise de l’Open Vld, à nouveau le plus haut score après celui du ministre bruxellois Guy Vanhengel.
Elle se présente à la présidence de l’OpenVLD en mai 2020, après une campagne polémique sur les réseaux sociaux menée depuis sa seconde résidence à Ostende  (où elle est confinée avec sa famille), durant laquelle elle s’en prend notamment à ses collègues libéraux du gouvernement fédéral pour leur gestion de la crise du coronavirus.
Le 23 septembre 2023, après avoir critiqué une modification des statuts concernant l'élection du président de l'OpenVLD, elle annonce quitter le parti à l'issue du scrutin. Elle siégera dorénavant comme indépendante.
Els Ampe habite à Laeken et est mère de 4 enfants.

## Fonctions politiques
- Membre du Parlement de la Région de Bruxelles-Capitale depuis le 29 juin 2004
- Échevine de la Ville de Bruxelles de 2012 à 2018 et conseillère communale depuis 2006
- Sénatrice depuis le 4 juillet 2019[3]

## Décoration
- Officier de l'ordre de Léopold (2024)[4]
  - chevalier en 2014[5]